# Kleine marene
De kleine marene (Coregonus albula) is een soort houting uit de orde van de zalmachtigen (Salmoniformes). De vis kan maximaal 45 cm lang en 1000 gram zwaar worden. De hoogst geregistreerde leeftijd is 10 jaar.

## Leefomgeving
De kleine marene komt zowel in zoet als zout water voor. Het verspreidingsgebied beperkt zich tot het Oostzeegebied, Scandinavië, Baltische staten, het noordwesten van Rusland tot onder Nova Zembla en vroeger ook (op kleine schaal) in het Rijnstroomgebied.

## Relatie tot de mens
De kleine marene is voor de visserij van aanzienlijk commercieel belang. Deze marene is in de Zweedse regio Norrbotten een regionaal symbool (landskapsfisk). Met name de kuit van de vis wordt daar als delicatesse beschouwd (Kalix löjrom). In Finland wordt ook de vis zelf traditioneel veel gegeten. Jonge exemplaren ter grootte van sardientjes worden in hun geheel gebakken of gefrituurd.

### In Nederland
Houtingen (marenen) worden soms ook in de Nederlandse benedenrivieren gevangen. Soortdeterminatie is echter lastig. Redeke (1941) meldde vangsten door visserijdeskundigen van de kleine marene uit 1888 (Nieuwe Merwede), 1919 (Hollands Diep) en 1927 (de Waal).